# Casa Antoni Barraquer
La Casa Antonio Barraquer es una casa construida en 1912 en La Garriga, por encargo de José Antonio Barraquer al arquitecto modernista Manuel Joaquim Raspall.
Ubicada en el número 7 del Paseo, dentro de la cuarta manzana Raspall, junto con la Casa Barbey, la Torre Iris y la Bombonera, fueron declaradas Bienes Culturales de Interés Nacional en 1997.

## Edificio
Es una casa unifamiliar aislada de semisótano, dos plantas y buhardilla, con una torre mirador adosada al lado norte y coronada por una reja a golpe de látigo. La cubierta es a dos aguas con teja árabe con alero, bajo el cual hay  unos óculos circulares de ventilación de la buhardilla, decorados con esgrafiados azules. En el lado sur, hay una terraza que queda un poco elevada de la calle y protegida por árboles caducifolios.
Raspall asignó a cada casa de la manzana un color distintivo: rosa para la Casa Barbey; amarillo por la torre Iris; verde para la Bombonera y azul por la casa Antonio Barraquer. En el exterior, el zócalo de la edificación es de piedra, como la mayoría de la obra de Raspall y está estucada en color blanco y esgrafiados azules con  motivos geometricoflorales, en transición hacia el novecentismo, que enmarcan las ventanas, simulan una imposta y decoran la torre mirador.
En 1999 se hizo una restauración de revestimientos, carpintería y hierro.

## Galería de imágenes

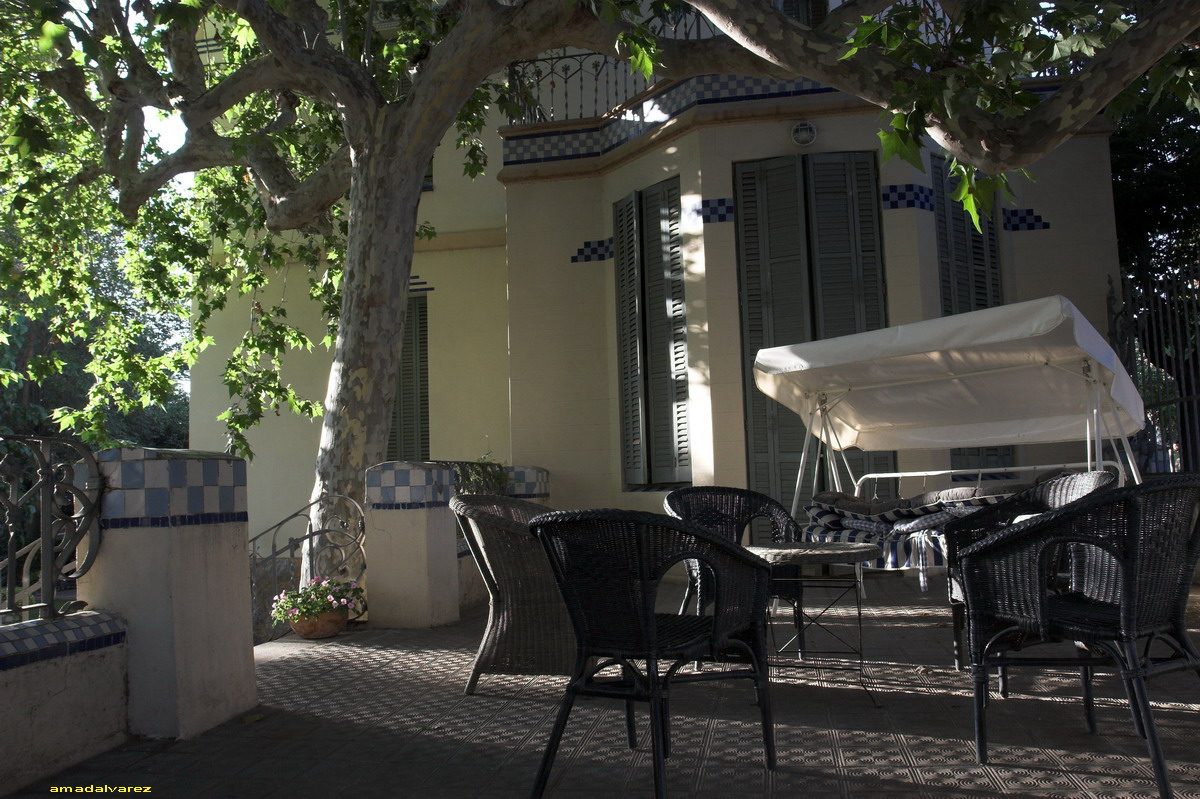
La terraza mantiene el ambiente de relax y frescura original.
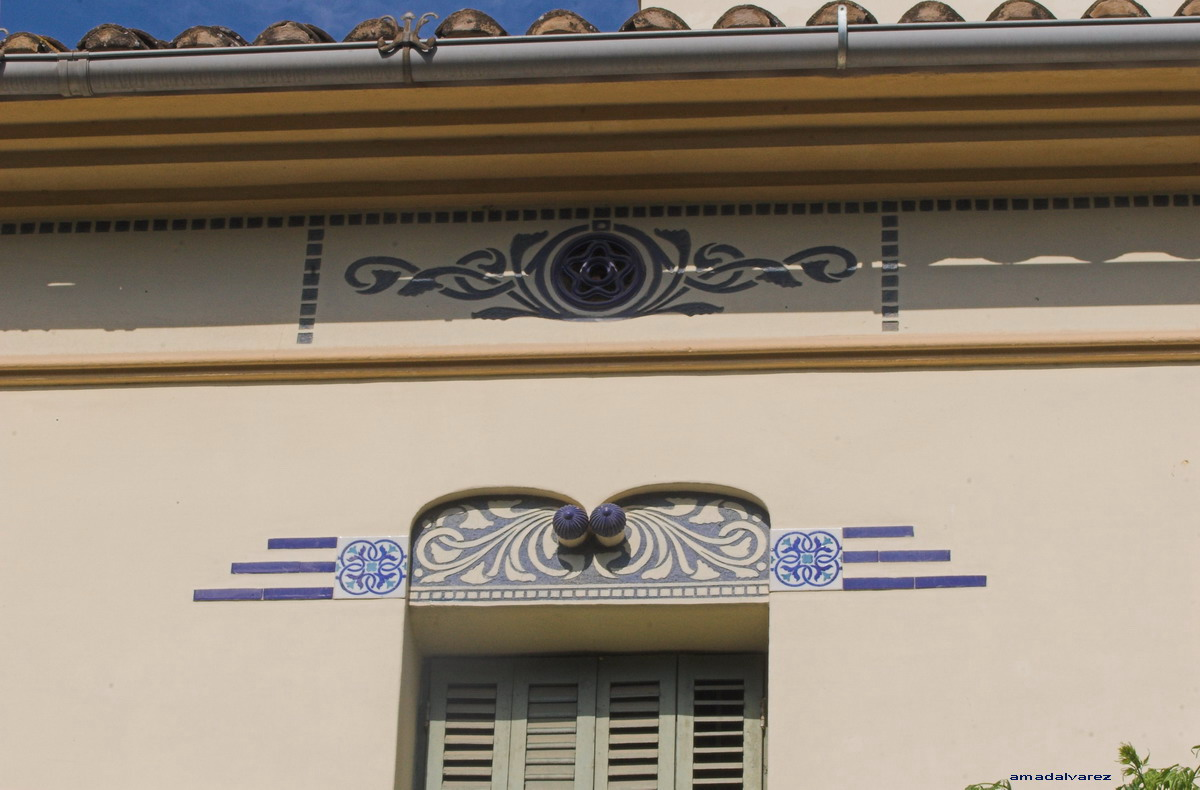
Esgrafiados.
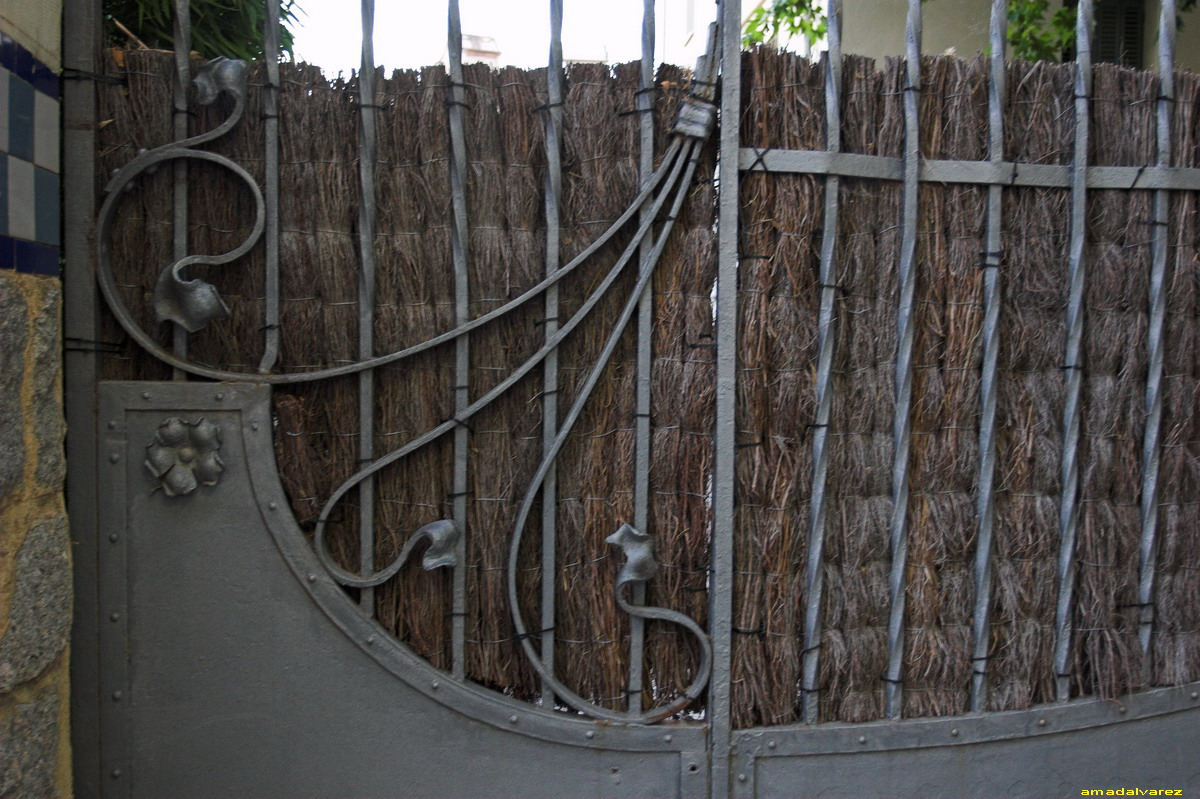
Detalle reja valla exterior.